# Gustaf Lagerbielke (fotbollsspelare)
Gustaf Johan Lagerbielke, född 10 april 2000, är en svensk fotbollsspelare som spelar för Twente, på lån från Celtic. Hans morfar, Jan Waldenström, har liksom dottersonen spelat för Elfsborg.

## Karriär
Lagerbielke började spela fotboll i IFK Stocksund som sexåring. Därefter spelade Lagerbielke för FC Djursholm och han gjorde bland annat fem matcher för klubben i Division 4 2017. Som 17-åring gick han därefter till AIK:s akademi. Under hösten 2018 blev Lagerbielke utlånad till Sollentuna FK, där han spelade två matcher i Division 1. Inför säsongen 2019 blev det en permanent övergång till klubben. Han spelade 14 matcher och gjorde ett mål under säsongen 2019. Följande säsong spelade Lagerbielke 29 av 30 ligamatcher och hjälpte Sollentuna till en 3:e plats i Division 1 Norra.
Den 7 december 2020 värvades Lagerbielke av Västerås SK, där han skrev på ett tvåårskontrakt. Lagerbielke var en del av Västerås trupp som tog sig till semifinal i Svenska cupen och han spelade fyra matcher samt gjorde ett mål i tävlingen. Lagerbielke gjorde sin Superettan-debut den 12 april 2021 i en 0–0-match mot AFC Eskilstuna.
Den 9 juli 2021 värvades Lagerbielke av Elfsborg, där han skrev på ett fyraårskontrakt med start den 1 januari 2022. Den 10 augusti 2021 blev Lagerbielke klar för en tidigare övergång till Elfsborg. Lagerbielke gjorde allsvensk debut den 31 oktober 2021 i en 3–2-förlust mot IFK Norrköping, där han blev inbytt i den 67:e minuten mot Leo Väisänen. Den 21 juli 2022 lånades Lagerbielke ut till Degerfors IF på ett låneavtal över resten av säsongen. Lånet till Degerfors beskrevs efter säsongen som ett succélån i medier och Lagerbielke sågs som en stor förklaring till att Degerfors höll sig kvar i Allsvenskan 2022.
I augusti 2023 blev Lagerbielke klar för skotska Celtic, med ett kontrakt som sträcker sig till 2028. Den 27 augusti 2024 lånades han ut till nederländska Twente på ett säsongslån.

## Landslagskarriär

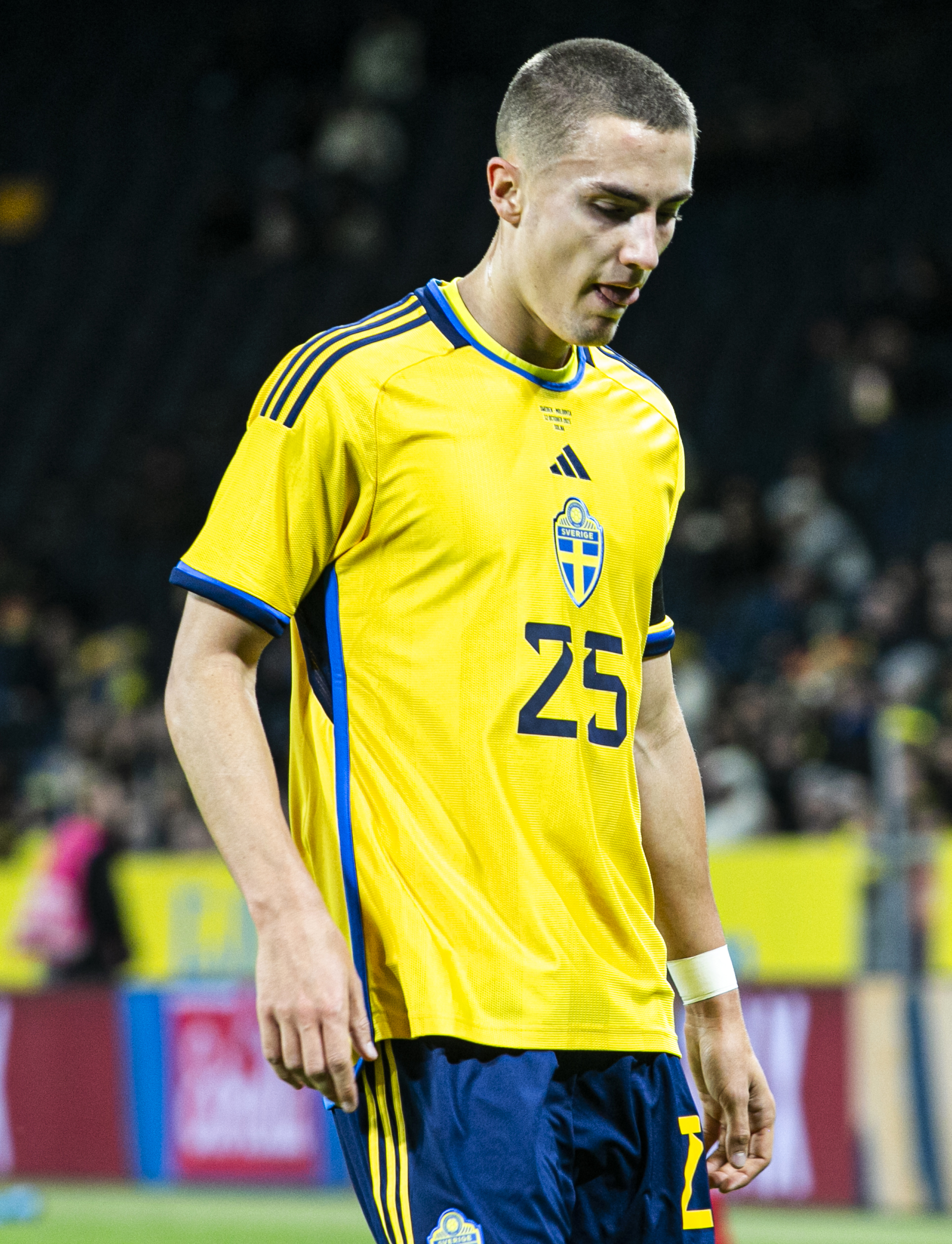
Lagerbielke, 2023

Lagerbielke debuterade för Sveriges landslag den 12 januari 2023 i januariturnéns andra match mot Island.

## Familj
Gustaf Lagerbielke är friherre och tillhör den ätten Lagerbielke nr 254. Han är son till civilekonomen greve Johan Lagerbjelke och hans tidigare hustru entreprenören Katarina Waldenström (nu gift med Per-Olof Söderberg) samt sonson till hovrättsrådet greve Gustaf Lagerbjelke. Han är sedan sin farfars död 2022 huvudman för den friherrliga ätten och är som äldsta son förväntad efterträdare till huvudmannaskapet för den grevliga ätten Lagerbjelke nr 115.